# Igai
Pour l’article homonyme, voir Igai (dinosaure).
Igai, Igay en espagnol ou Igaegi en basque, est une commune ou une contrée appartenant à la commune de Ribera Baja dans la province d'Alava, située dans la Communauté autonome basque en Espagne.